# مارسل داماش
مارسل داماش (انگلیسی: Marcel Damaschek؛ زادهٔ ۲۴ مارس ۱۹۹۷) بازیکن فوتبال اهل آلمان است.
از باشگاه‌هایی که در آن بازی کرده‌است می‌توان به باشگاه فوتبال آلمانیا آخن اشاره کرد.